# 광주방송
광주방송(光州放送, 영어: Kwangju Broadcasting Company, KBC)은 대한민국의 광주광역시와 전라남도 및 인근 일부 지역을 가시청권으로 하는 SBS의 광주전남권 네트워크 가맹 민영 방송이다. 1995년 5월 14일에 개국하였고, 본사는 광주광역시 서구 광천동에 있다. 2020년 1월 1일부터 개국과 함께해오던 서동시대가 마감됨에 따라, 광천동 유스퀘어 맞은편 호반써밋광주로 이전하였다.

## 슬로건
- 좋은 생각 밝은 방송(현)
- 좋은 생각 좋은 방송(구)
- 시청자와 함께 만들어가는 밝은 세상
- 함께해요 우리
- 마음을 나누는 희망의 방송
- 다정한 벗 즐거운 만남
- 새 시대의 젊은 방송
- 함께 만들어요 새로운 세상

- Beyond The Local with KBC
- PLAY THE LOCAL

## 본사·지사 소재지
본사
- 광주광역시 서구 무진대로 919 (광천동)

서부방송본부
- 전라남도 무안군 삼향읍 후광대로 242 (남악리)

동부방송본부
- 전라남도 여수시 도원로 128 (안산동)

서울방송본부 (광역방송센터)
- 서울특별시 영등포구 여의대로 108 6층 (파크원, 여의도동)

## 조직
- 회장
- 대표이사 사장 - 전무이사 - 정책/심의실
- 경영국 - 경영부
- 광고사업국 - 광고사업부
- 제작국 - 제작1부, 제작2부, 제작3부, 영상제작부, 미술부
- 보도국 - 취재1부, 취재1부, 디지털뉴스팀, 보도영상부
- 기술국 - 운용부, 제작부, 송출부
- 서울광역방송센터, 동부방송본부, 서부방송본부, 기타

## 연혁

### 1990년대
- 1994년 8월 10일 광주지역민방 사업자로 선정
- 1994년 9월 7일 (재)광주방송문화재단 설립
- 1995년 5월 14일 광주방송 TV 개국, 초장기 사장 서상만 취임
- 1998년 2월 2일 MyFM 라디오 방송 개국 (광주 무등산 송신소: FM 101.1㎒, 여수 구봉산 중계소: FM 96.7㎒)
- 1998년 7월 2일 전남서부방송본부 개소(목포시)
- 1999년 12월 15일 전남동부방송본부 개소(여수시)

### 2000년대
- 2000년 6월 중국 연변방송국과 자매결연협정 체결
- 2001년 9월 서상만 사장 퇴임, 박흥석 사장 취임
- 2002년 4월 중국 광저우TV와 우호교류협정 체결
- 2002년 5월 14일 DTV 실험국 운영(한일월드컵 DTV중계)
- 2002년 11월 13일 DTV 방송국 개국
- 2005년 5월 14일 TV 방송 개국 10주년
- 2005년 6월 23일 해남 대둔산DTV중계소 개소
- 2006년 5월 24일 남해 망운산DTV중계소 개소
- 2006년 6월 DMB 실험국 운영(독일월드컵 DMB중계)
- 2007년 5월 14일 TV 방송 개국 12주년
- 2008년 6월 30일 지상파 DMB 방송국 개국
- 2008년 8월 27일 모악산 지상파 DMB 중계소 개국
- 2008년 9월 광주영어방송(GFN)과 협력방송사 협약
- 2008년 12월 18일 여수 구봉산DTV중계소 개소
- 2008년 12월 19일 목포 양을산DTV중계소 개소

### 2010년대
- 2010년 5월 14일 TV 방송 개국 15주년
- 2010년 8월 일본 미야기TV와 우호교류협정 체결
- 2010년 9월 HDTV 송출센터 디지털 시설 완료
- 2010년 10월 6일 강진군에서 지상파 아날로그 TV 방송 종료.
- 2011년 8월 1일 모든 뉴스를 HD로 제작·방영하기 시작. 모든 프로그램을 HD로 자체 제작하기 시작. (HDTV 제작센터 디지털 시설 완료)
- 2011년 12월 정일윤 사장 취임. 해남 대둔산DMB중계소 개소. 남해 망운산DMB중계소 개소.
- 2012년 5월 kbc 광주방송 CI 변경 및 프로그램 개편. (대문자 KBC => 소문자 kbc)
- 2012년 5월 방송체험센터 개소.
- 2012년 6월 FM(My FM) RADIO센터 이전. 진도DTV중계소 개소. 일본 TVQ 큐슈방송과 우호교류협정 체결.
- 2012년 7월 여수 구봉산DMB중계소 개소. 목포 양을산DMB중계소 개소.
- 2012년 10월 30일 광주·전남지역 지상파 아날로그 TV 방송 종료.
- 2013년 6월 12일 광주·전남지역 디지털 주파수 재배치 완료.
- 2013년 12월 정일윤 사장 퇴임. 양철훈 사장 취임.
- 2015년 5월 14일 kbc-TV 방송 20주년
- 2015년 7월 광주하계유니버시아드대회 주관방송
- 2016년 6월 영광 FM·DMB 방송보조국 신설, MyFM 라디오 영광 개소 (영광 중계소: FM 104.3MHz)
- 2017년 2월 양철훈 사장 퇴임. 조억헌 사장 취임.
- 2017년 12월 29일 kbc UHD 방송개국
- 2018년 9월 1일 광양 MyFM 라디오 개소 (광양 중계소: FM 90.7MHz)
- 2019년 7월 8일 1995년 개국 당시 위치해있던 서동 시대 마감과 함께, 광천동 신사옥으로 이전.

### 2020년대
- 2021년 10월 25일 서울방송본부 이전 및 광역방송센터 신설 (파크원 6층)
- 2022년 1월 11일 지역 정보 전문 채널인 JJC 지방자치TV를 인수
- 2025년 5월 14일 TV 방송 개국 30주년

## CI 변천 과정

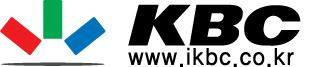
1995년 5월 14일 ~ 2012년 3월 31일
2012년 4월 1일 ~ 2025년 5월 13일

KBC logo3.svg|2025년 5월 14일 ~ 미정
</gallery>

## TV 방송
1993년 1월 1일 무등산 송신소에서 출력 30kW로 시험방송을 시작하여 같은 해 5월 14일 PSB 부산방송(현 KNN 부산경남방송), TBC 대구방송, TJB 대전방송과 함께 동시에 TV 방송을 개국하면서 광주방송의 방송 역사가 시작되었다. 2002년 5월 한일 월드컵 중계와 함께 디지털TV 시험국을 운영하였고 같은해 11월 디지털TV 방송국을 개국하였으며, 2011년 8월 HDTV 제작센터 디지털 시설화를 완료함에 따라 모든 프로그램을 HD로 제작하여 방영하고 있다. 광주, 전남, 전북 일부, 서부 경남 일부 지역을 가시청권역으로서 방송중이며 방송 시설망을 꾸준히 늘려나가고 있다.

### 프로그램
뉴스
- kbc 8 뉴스
- kbc 모닝와이드
- 민방 네트워크 뉴스
- kbc 뉴스와이드

시사·교양
- 마이 로컬 텔레비전
- 생방송 도시락
- 휴먼토크 호남, 호남인
- kbc-희망풍차 공동프로젝트 휴먼다큐 나눔
- 미디어세상! 시청자와 通하는 TV
- 테마스페셜
- 시사토크 촌철살인
- 열린 TV 시청자세상
- 네트워크 현장 고향이 보인다(SBS 제작)

연예·오락
- 전국 톱 10 가요쇼(CJB 제작)
- 네모세모 (ubc 제작)
- 화첩기행(TJB 제작)
- 열린예술무대 뒤란(ubc 제작)

스포츠
- kbc 고교동문골프대회

### 방송 송출 시설망
- 호출부호 : HLDH-DTV
- 가상채널 : 6-1

| 송신소          | UHD      | UHD   | HD                                   | HD    | 송신소 위치            |
| 송신소          | 물리채널 | 출력  | 물리채널                             | 출력  | 송신소 위치            |
| --------------- | -------- | ----- | ------------------------------------ | ----- | ---------------------- |
| 무등산 송신소   | CH 53    | 5㎾   | CH 15                                | 2.5㎾ | 광주 북구 금곡동 산1-1 |
| 각화 소출력     |          |       | CH 15                                | 0.05W | 광주 북구 각화동 202   |
| 풍암 소출력     | CH 15    | 0.05W | 광주 서구 금호2동 781-5              |       |                        |
| 소태 소출력     | CH 15    | 0.05W | 광주 동구 학동 750-1                 |       |                        |
| 화순 소출력     | CH 15    | 0.05W | 전남 화순군 화순읍 광덕리 (남산공원) |       |                        |
| 노고단 중계소   | 예정     | 1㎾   | 전남 구례군 산동면 좌사리 산110-2    |       |                        |
| 대둔산 중계소   | CH 40    | 2㎾   | 전남 해남군 현산면 황산리 산1-16     |       |                        |
| 양을산 중계소   | CH 16    | 90W   | 전남 목포시 용해동 산34              |       |                        |
| 지도 소출력     | CH 40    | 0.05W | 전남 신안군 지도읍 읍내리 353-6      |       |                        |
| 도림 소출력     | CH 16    | 0.05W | 전남 무안군 청계면 도림리 산68-1     |       |                        |
| 독천 소출력     | CH 16    | 0.05W | 전남 영암군 학산면 독천리            |       |                        |
| 진도 중계소     | CH 36    | 20W   | 전남 진도군 군내면 정자리 산108-4    |       |                        |
| 군동 중계소     | CH 27    | 20W   | 전남 강진군 군동면 나천리 산50       |       |                        |
| 성전 소출력     | CH 40    | 0.05W | 전남 강진군 성전면 월평리            |       |                        |
| 청산도 소출력   | CH 40    | 0.05W | 전남 완도군 청산면 도청리            |       |                        |
| 망운산 중계소   | CH 38    | 2㎾   | 경남 남해군 서면 연죽리 산38         |       |                        |
| 구봉산 중계소   | CH 20    | 90W   | 전남 여수시 여서동 산160-3           |       |                        |
| 남산 중계소     | CH 42    | 90W   | 전남 순천시 인제동 산42-2            |       |                        |
| 순천서면 소출력 | CH 42    | 0.05W | 전남 순천시 서면 동산리              |       |                        |
| 옥룡 소출력     | CH 42    | 0.05W | 전남 광양시 옥룡면 운평리            |       |                        |

아날로그TV
- 호출부호 : HLDH-TV

| 송신소        | 채널  | 출력 | 송신소 위치                       |
| ------------- | ----- | ---- | --------------------------------- |
| 무등산 송신소 | CH 37 | 30㎾ | 광주 북구 금곡동 산1-1            |
| 서동 중계소   | CH 35 | 100W | 광주 남구 서동 111-14             |
| 양을산 중계소 | CH 53 | 500W | 전남 목포시 용해동 산34           |
| 대둔산 중계소 | CH 55 | 500W | 전남 해남군 현산면 황산리 산1-16  |
| 진도 중계소   | CH 56 | 100W | 전남 진도군 군내면 정자리 산108-4 |
| 구봉산 중계소 | CH 60 | 500W | 전남 여수시 여서동 산160-3        |
| 남산 중계소   | CH 37 | 500W | 전남 순천시 인제동 산42-2         |
| 광양 중계소   | CH 26 | 500W | 전남 광양시 성황동 산228          |

## 라디오 방송

### My FM
1998년 2월 2일 광주방송이라는 애칭으로 FM라디오 방송을 개국하였다. SBS 파워FM과 네트워크 제휴를 맺고 SBS의 프로그램을 70%~80%가량 편성중이다. FM라디오 1채널을 운영중이며 광주 전역과 전남 중북부, 동남부 지역과 전북, 경남 일부 지역을 가청권역으로서 방송하고 있다. 대둔산이나 양을산에는 중계소가 설치되어 있지 않아 서남부권 일부 지역에서는 My FM을 청취하는데 지장이 있다. 현재 로고송은 "열린세상 좋은친구 My FM"이다.

### 프로그램
| 프로그램명             | 방송 시간                                   | 진행자 | 비고                      |
| ---------------------- | ------------------------------------------- | ------ | ------------------------- |
| 박영환의 시사1번지     | 평일 오전 11시 ~ 낮 12시                    | 박영환 | 서울광역방송센터에서 진행 |
| 김다은의 MusicForever  | 주말 오전 11시 ~ 낮 12시                    | 김다은 |                           |
| 행복한 추억찾기        | 매일 오후 4시 ~ 저녁 6시                    | 양미희 |                           |
| kbc 뉴스 (1800)        | 평일 저녁 6시 ~ 6시 5분                     | 황인찬 |                           |
| 뮤직서핑               | 평일 저녁 6시 5분 ~ 8시 주말 저녁 6시 ~ 8시 | 김은민 |                           |
| My FM 사운드 오브 뮤직 | 매일 새벽 3시 ~ 아침 6시                    |        |                           |

### 방송 송출 시설망
| 무등산 송신소   | FM 101.1㎒ | 5㎾  | HLDH-FM | 광주 북구 금곡동 산1-1                 |
| 영광 중계소     | FM 104.3㎒ | 10W  | HLDH-FM | 전남 영광군 영광읍 도동리 산3-6 물퇴봉 |
| 구봉산 중계소   | FM 96.7㎒  | 1㎾  | HLDH-FM | 전남 여수시 대치1길 106-98             |
| 구봉화산 중계소 | FM 90.7㎒  | 100W | HLDH-FM | 전남 광양시 성황동 산228               |

## 시보 멘트 (정각)
- HLDH, FM 101.1MHz, 96.7MHz kbc My FM이 OOO(광고주)에서 OO시를 알려드립니다. -광고-, -시보음-
- HLDH, FM 101.1MHz, 96.7MHz, 열린세상 좋은친구 kbc My FM이 OOO(광고주)에서 OO시를 알려드립니다. -광고-, -시보음-
- (무광고) HLDH, FM 101.1MHz, 96.7MHz, 열린세상 좋은친구 kbc My FM이 OO시를 알려드립니다. -시보음-

## 시보 멘트 (30분)
- (HLDH) FM 101.1MHz OOO(광고주)에서 OO시 30분을 알려드립니다. -광고-, -시보음-
- kbc My FM이 OOO(광고주)에서 OO시 30분을 알려드립니다. -광고-, -시보음-
- 열린세상 좋은친구 kbc My FM이 OOO(광고주)에서 OO시 30분을 알려드립니다. -광고-, -시보음-
- (무광고) FM 101.1MHz,  (열린세상 좋은친구) kbc My FM이 OO시 30분을 알려드립니다. -시보음-[1]

## 로고송

### 로고송 (TV)
- 새시대의 젊은 방송~ K~B~C (케이~비~씨) 광~ 주 방 송~ (1995.05.14 - ?)[2]
- 다정한 벗~ 즐거운 만남~ KBC (케이비씨) 광 주 방송~ (1995.05.14 ~ 2000)
- 다정한 벗~ 즐거운 만남~ 희망의 K B C~ (케이 비 씨)~ (1995.05.14 ~ 2005.02.28)
- 좋은 생각 좋은 방송 K B C~ (케이 비 씨)~ (2005.02.01 ~ 2012.02.29)
- 마음을 나누는 희망의 방송 k-b-c! (케이-비-씨)! (2012.02.29 ~ 2014)
- 함께해요 우리 k~b~c~ (케이~비~씨~) 광주방송! (2012.02.29 ~ 2020.01)
- 좋은 방송 좋은 세상 만들어요 kbc~ (케이비씨~) (2012.02.29 ~ 2020.01)
- 함께 만들어요 새로운 세상 k-b-c~ (케이-비-씨~) (2012.02.29 ~ 2020.01)
- 좋은생각 밝은방송 kbc (케이비씨) (2020.01 ~ 현재)

### 로고송 (라디오)
- (우~ 우우우우~) kbc My FM
- 열린 세상 좋은 친구 kbc~ MyFM~
- 허어어~ 열린 세상 좋은 친구~ kbc MyFM
- 열린 세상 좋은 친구 kbc MyFM
- 열린 세상~ (우~ 열린 세상~) 좋은 친구~ My~ FM
- 좋은 친구 kbc My F~M~
- 이젠 웃어요 함께 해요 kbc MyFM~
- 1 2 3 4! 행복 주고 사랑주고 기쁨 주는 좋은친구 kbc MyFM이 좋~아~
- (BAND) MyFM~! (MyFM)

## 지상파 DMB 방송
광주방송이 주사업자이며, 전주방송과 공동으로 투자하여 전북·광주·전남 전역을 가시청권역으로서 방송·운영중이다.

## 직원 현황

### 현직 아나운서
- 김은민(2019년 리포터로 입사)
- 최창은(2019년 입사, 2023년 재입사)
- 황인찬(2024년 입사)
- 강희찬(2025년 입사)
- 강민지(2025년 입사)

## 사가
- 1998년 2월 2일부터 kbc 광주방송의 사가로 사용되고 있다. 이 사가는 kbc MyFM 방송시작멘트에서 들을 수 있다.

1절
장-엄한 저-무-등 천년 만년 변함없-듯
우-리모두 길이 길-이 다-함께 잘 살도록
오-늘도 밤과 낮을 가림이 없이
밝은 앞날 내다 보며 일-하는 보람
사-랑하고 섬-기-며 함께 하는 기쁨으-로
앞-서가는 우리 방송 kbc 광주방송
2절
널-따란 저-하-늘 철 맞추어 푸르르-듯
빛-난 고을 광주 전-남 알뜰하게 가꾸고자
비-바람 거센 파도 아랑곳 없이
값진 소식 늦을 세라 띄-우는 정성
사-랑하고 섬-기-며 함께 하는 기쁨으-로
앞-서가는 우리 방송 kbc 광주방송

## 해외 제휴국
- 일본 미야기 TV 방송(宮城テレビ放送)
- 일본 TVQ 규슈 방송(TVQ九州放送)
- 중국 연변 방송국
- 중국 광저우전시대 (广州电视台)

## 같이 보기
- KBS광주방송총국
- KBS목포방송국
- KBS순천방송국
- 광주MBC
- 목포MBC
- 여수MBC
- 기독교광주방송
- 기독교전남방송
- 광주교통방송
- 광주극동방송
- 목포극동방송
- 전남동부극동방송
- 광주불교방송
- 광주원음방송
- 광주가톨릭평화방송
- 광주영어방송
- 광주국악방송
- 남도국악방송